# Lariosaurus
Lariosaurus („ještěr z Lario“) byl rod notosaura, vodního plaza žijícího v období druhohorního triasu. Patřil do skupiny Nothosauria a do podčeledi Lariosaurinae. Byl typickým zástupcem této skupiny, měřil na délku 50 až 70 cm a byl dobře adaptován na život ve vodě.

## Nálezy
Jeho fosilní pozůstatky byly nalezeny v severní Itálii, poblíž lombardské obce Varenna a jsou vystaveny na tamním hradě Castello di Vezia.

## Vzhled

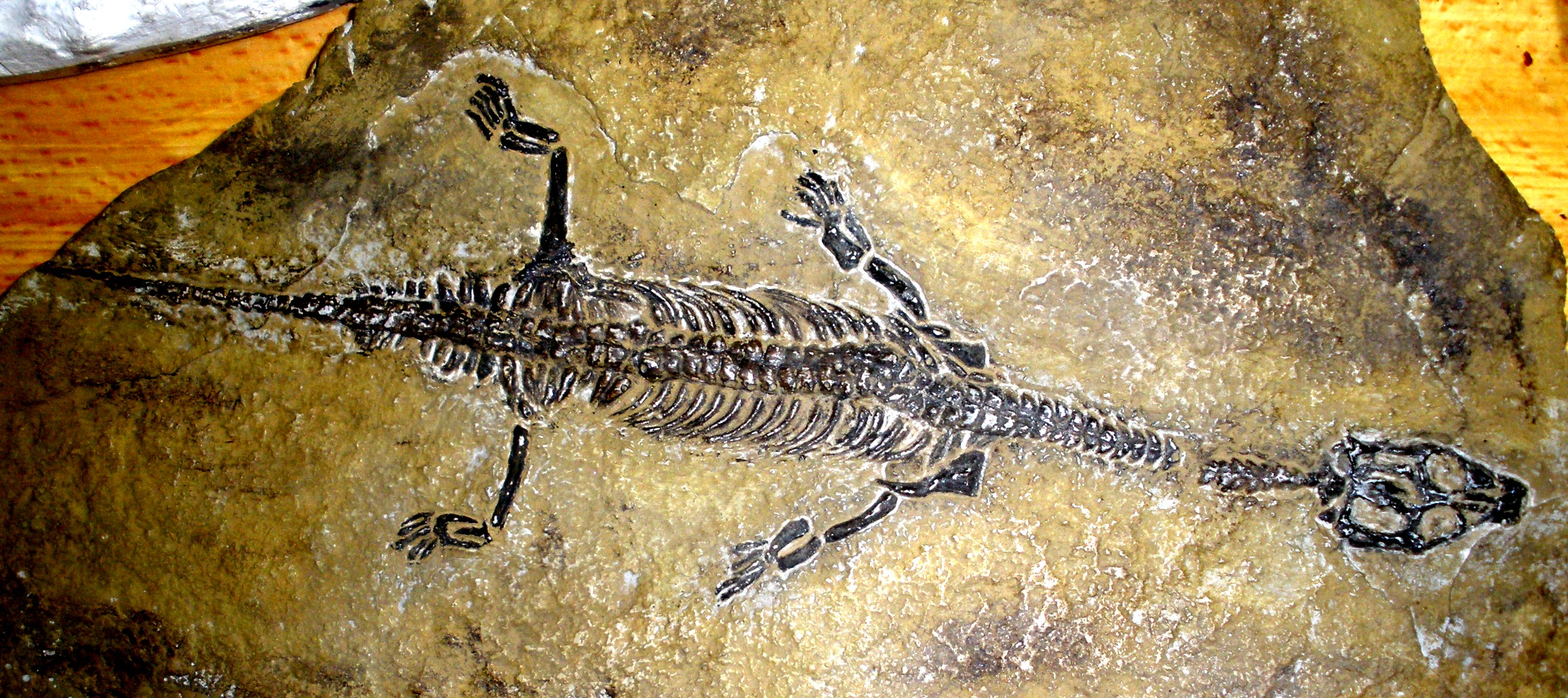
Lariosaurus - fosilní exemplář.

Vypadal zhruba jako ostatní notosauři, dlouhý krk a úzké tělo patřily mezi typické znaky. Měl ploutvovité přední končetiny, ale na zadních končetinách byly prsty volné. Styl života zřejmě připomínal tuleně. Žili tedy hlavně ve vodním prostředí, ale za odpočinkem vylézali na břeh. Na souši zřejmě i kladli vajíčka.